# Yeanneth Puñales
Stella Yeanneth Puñales Brun (sinh ngày 3 tháng 6 năm 1961) là một công chứng viên và chính trị gia người Uruguay, một thành viên của Đảng Colorado.

## Tiểu sử
Yeanneth Puñales sinh ra ở Lascano, Rocha, là con gái thứ hai của chính trị gia Adauto Puñales  và Mireya Brun.
Cô tốt nghiệp công chứng viên tại Faculty of Law (University of the Republic)  của Đại học Cộng hòa.
Từ năm 1990 đến năm 1995, cô đóng vai trò là phó giám đốc thay thế cho Unión Colorada y Batllista. Trước cuộc bầu cử năm 1994, cùng với cha mình, cô đã tham gia Foro Batllista, và được bầu làm phó giám đốc cho bộ phận của cô trong nhiệm kỳ 1995. Cô được chọn lại cho nhiệm kỳ 2000 bóng2005; Trong thời gian đó, cô là Phó Chủ tịch thứ tư của Hạ viện.
Trong buổi biểu diễn tại quốc hội, sự tham gia của Brun vào Ủy ban về giới và công bằng (do Puñales chủ trì) nổi bật, cùng với các đồng nghiệp của bà Glenda Rondán, Beatriz Argimón, Margarita Percovich và Daisy Tourné. Năm 2000, Puñales mang thai trong nhiệm kỳ lập pháp, thành viên đầu tiên của Phòng đại diện từng làm như vậy. Cô có nghĩa vụ yêu cầu một tháng nghỉ ốm, vì cơ thể không có quy định nào cho nghỉ thai sản hoặc nghỉ sinh con. Ủy ban về giới và công bằng sau đó đã đưa ra một sáng kiến để sửa đổi quy chế liên quan thai sản cho các quan chức nhà nước.